# Inglês especial
O inglês especial é uma versão simplificada da língua inglesa, utilizada pela primeira vez em 19 de outubro de 1959 e empregada presentemente pela Voz da América, serviço estadunidense de radiodifusão, em transmissões diárias. As notícias são lidas lentamente, utilizando um vocabulário limitado e uma gramática simplificada. Há uma pequena pausa entre palavras adjacentes, de modo que elas possam ser facilmente discernidas. O público-alvo do inglês especial são as pessoas que, não tendo o inglês como língua nativa, a aprenderam na escola, mas não a utilizam cotidianamente.